# Chevrolet Spin
A Spin é uma minivan do segmento B (classificada como "compacta" no Brasil) da marca Chevrolet desenvolvida e fabricada pela General Motors do Brasil, lançada no ano de 2012.
A General Motors (GM) anunciou sua venda global em outros países em desenvolvimento e a sua fabricação na fábrica da GM de Bekasi (Java Ocidental) na Indonésia.
No Brasil, é amplamente usada como viatura policial.

## Informações

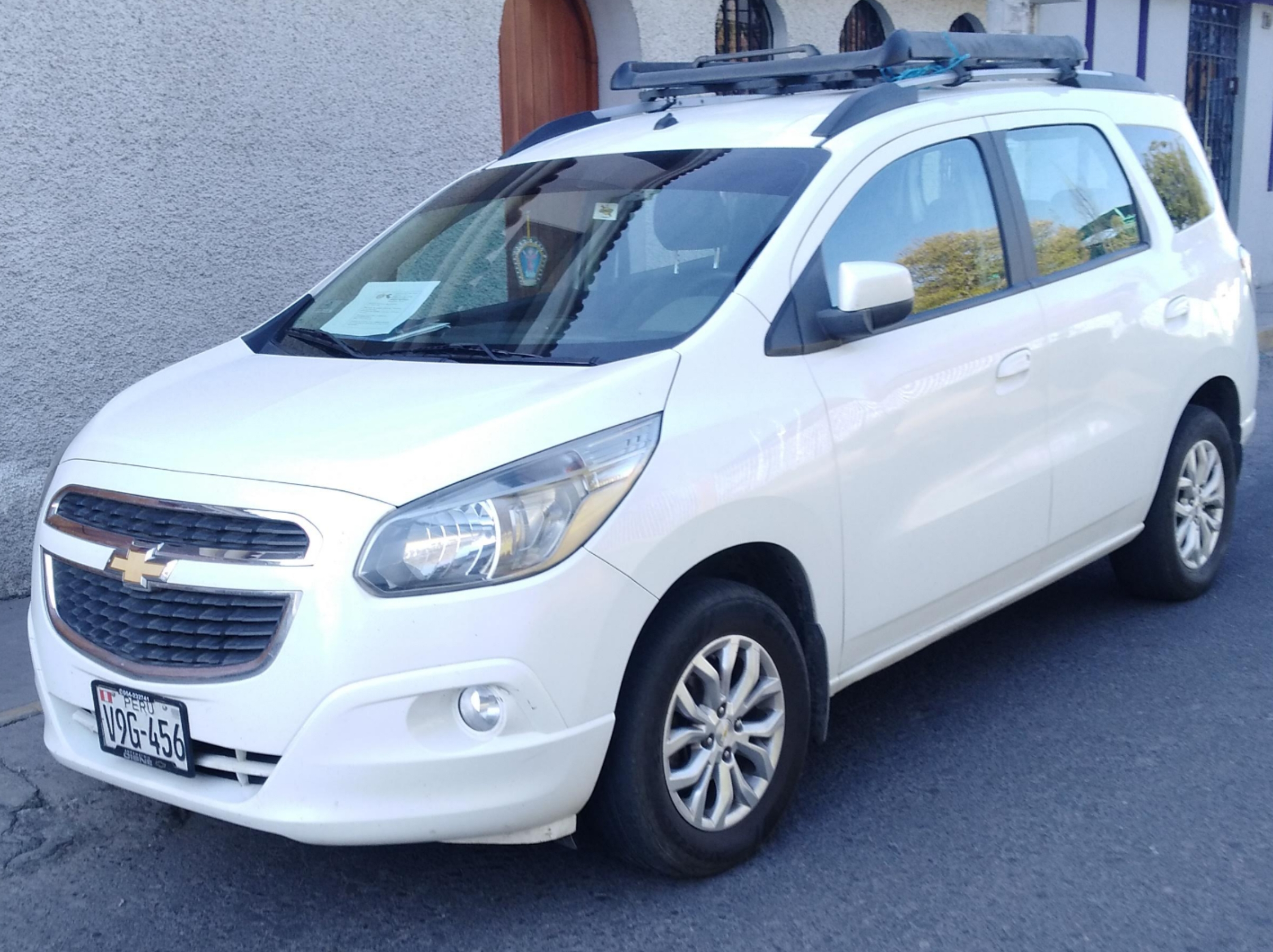
Exemplar peruano da Spin original.

A Spin foi projetada para a substituição dos modelos Meriva e Zafira, ambas defasadas pela concorrência, pois não receberam alterações significativas. Devido a Meriva possuir 5 lugares e a Zafira possuir 7, a Spin foi lançada em duas versões, LT, para substituir a Meriva e LTZ, a Zafira.
O visual segue a nova tendência da marca, com semelhança aos modelos Cobalt e Agile. O painel adotado é o mesmo da linha Cobalt, analógico digital.
A Spin foi lançada em duas versões: LT (intermediária) e LTZ (topo de linha), a primeira com cinco lugares e a última com sete. A motorização 1.8l 108cv usada nos antigos Fiat Stilo. Com o câmbio de 6 velocidades do Cruze, e o manual de 5 utilizados no Cobalt a quem divide a chamada GSV (Global Smart Vehicle). A Spin lidera no segmento de minivans.

## Versões
Linha 2012/2013
- A Chevrolet lança no dia 28 de junho de 2012 o Spin, como versão 2013, para substituir a Meriva e a Zafira. A Spin foi lançada em 2 versões: LT (para substituir a Meriva) e a LTZ (para substituir a Zafira). Todas as duas foram disponibilizadas com motor 1.8 e nas versões automática e manual.

Linha 2013/2014
- Spin ganha as versões Advantage 1.8 Automático e Advantage 1.8 Manual.

Linha 2014/2015
- Chevrolet adiciona ao Spin as versão Activ, com as variantes Manuais e Automáticos, todas 1.8.

Linha 2015/2016
- A Chevrolet aposenta a versão Advantage do Spin.

Linha 2016/2017
- A GM volta com a versão Advantage, mas aposenta a variante Manual dela, da versão LT e da versão Activ.
- A Chevrolet cria a versão LS, uma versão mais básica do Spin, mas também 1.8.

Linha 2017/2018
- Não houve mudanças em relação à versão anterior.

Linha 2018/2019

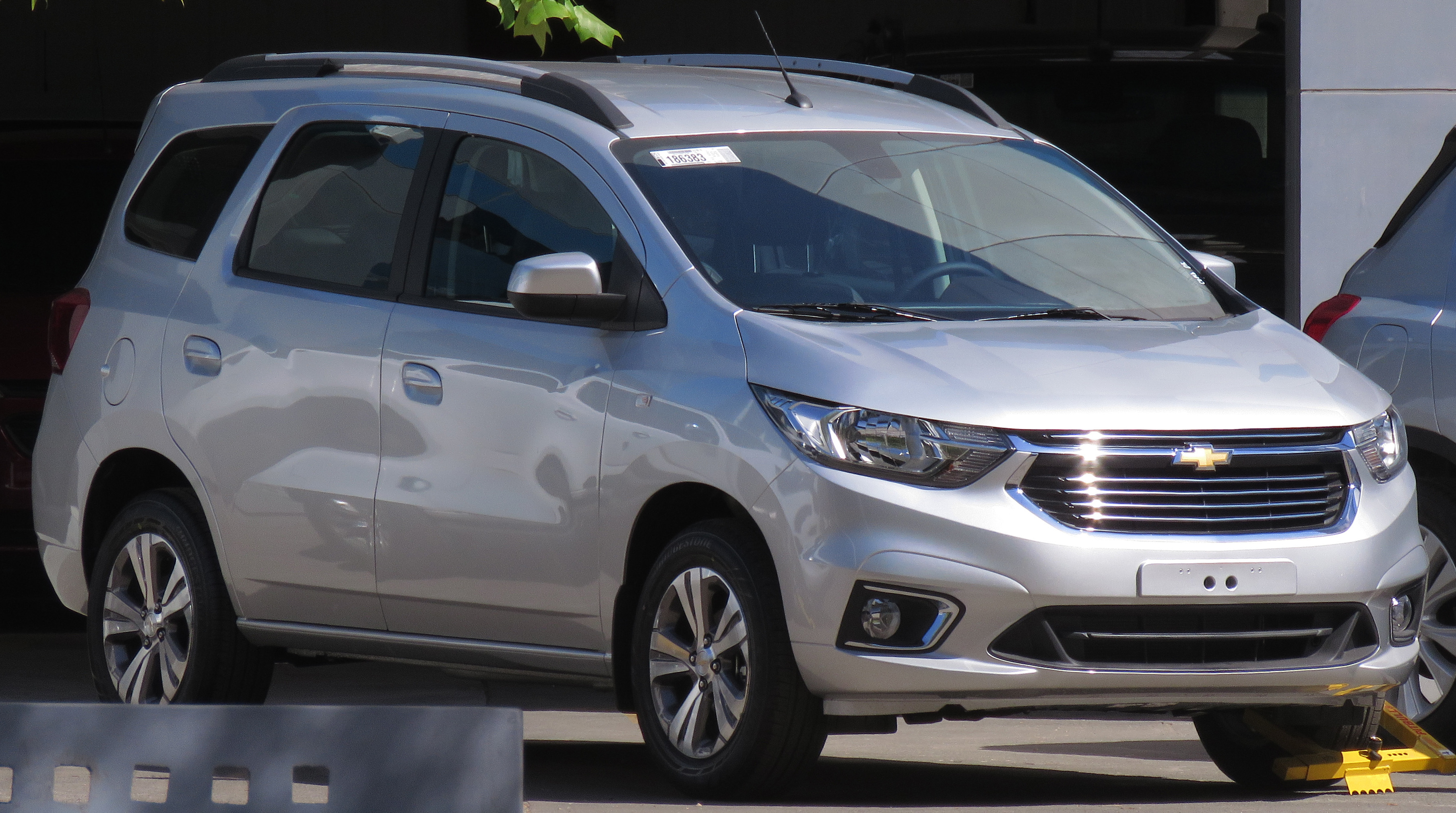
Spin 2019 reestilizada.

- A Chevrolet redesenha o carro, atendendo as críticas ao design anterior.
- A GM aposenta de vez a Linha Advantage, e cria mais uma variante para a linha Activ: o Modelo Activ7 com motor 1.8.
- A GM devolve a variante Automática da Versão LT.

Linha 2019/2020
- A linha LTZ foi renomeada para Premier.[10]

Linha 2020/2021
- Ganhou controle de estabilidade e assistência de partida em rampa, aviso de cinto de segurança dianteiro, um design revisado do painel de instrumentos e uma nova caixa de câmbio automática.[11]

Linha 2024/2025
- Estreou a segunda reestilização. A Spin 2025 recebe atualizações internas e agora incorpora o mais recente sistema MyLink no sistema de infoentretenimento. Ela também recebe novo volante, bancos e melhorias de segurança. Na parte externa recebe novo painel frontal, faróis, para-lamas e capô mais alto.